# Pierre Casiraghi
Pierre Casiraghi (Pierre Rainier Stefano Casiraghi, ur. 5 września 1987 w Monako), potomek monakijskiej rodziny książęcej, syn Stefana Casiraghiego i Karoliny, księżnej Hanoweru; ekonomista, motorowodniak.
Pierre urodził się w Monte Carlo jako trzecie dziecko Stefana Casiraghiego i księżniczki Karoliny z Monako.
W 2008 ukończył studia na kierunku ekonomia międzynarodowa na Uniwersytecie Bocconi w Mediolanie.
Zajmuje ósme miejsce w linii sukcesji monakijskiego tronu.
W 2015 poślubił Beatrice Borromeo, z którą ma dwoje dzieci: Stefana Casiraghi (ur. 2017) i Franciszka Casiraghi (ur. 2018).
Nie posiada tytułów szlacheckich. Regularnie bierze udział w oficjalnych wydarzeniach, które odbywają się w Księstwie Monako.
Jest motorowodniakiem i uczestniczy w wyścigach łodzi motorowych.
Mieszka w Mediolanie.

## Powiązania rodzinne i edukacja
Pierre urodził się 5 września 1987 roku w klinice imienia księżnej Grace w Monte Carlo.
Jego rodzicami są Stefano Casiraghi, pochodzący z rodziny włoskich przemysłowców branży naftowej i Karolina, księżna Hanoweru, monakijska księżniczka. Poprzez trzecie małżeństwo matki jego ojczymem jest Ernest August V, książę Hanoweru.
Jego dziadkami byli ze strony ojca Rainier III, władca Monako w latach 1949 - 2005 i Grace, księżna Monako, amerykańska aktorka, zdobywczyni Nagrody Akademii Filmowej dla najlepszej aktorki za rolę Georgie Elgin w filmie Dziewczyna z prowincji; natomiast ze strony ojca Giancarlo Casiraghi i Fernanda Pulici.
Ma dwoje starszego rodzeństwa, Andreę Casiraghiego i Charlotte Casiraghi, młodszą przyrodnią siostrę, księżniczkę Aleksandrę z Hanoweru oraz dwóch przybranych braci, księcia Ernesta Augusta VI z Hanoweru i księcia Krystiana z Hanoweru.
Jego rodzicami chrzestnymi są Albert II, książę Monako i Laura Casiraghi. Imiona otrzymał na cześć swojego pradziadka, Pierre’a, księcia Valentinois, dziadka, księcia Rainiera i ojca, Stefano.
W 1990 roku ojciec Pierre’a zginął w wypadku podczas wyścigów łodzi motorowych. Po tym wydarzeniu wraz z całą rodziną przeprowadził się do Prowansji.

### Edukacja
Mówi płynnie w języku francuskim, włoskim i angielskim, pobieżnie także w niemieckim. Potrafi grać na saksofonie. W 2005 ukończył studia na uniwersytecie w Bocconi, a następnie studiował ekonomię międzynarodową w Mediolanie.

## Kariera zawodowa
Pierre Casiraghi regularnie bierze udział w wyścigach łodzi motorowych.
W lipcu 2016 startował w regatach we włoskiej miejscowości Malcesine, kiedy na Morzu Śródziemnym jego łódź zderzyła się z łodzią dziennikarzy i przewróciła. W zdarzeniu nikt nie został ranny, a sprzęt uległ zniszczeniu. Casiraghi oskarżył dziennikarzy o nie dostosowanie się do zasad bezpieczeństwa.
W czerwcu 2009 został włączony do zarządu firmy konstrukcyjnej założonej przez jego ojca w 1984 roku. Pozycję prezesa utrzymał jednak jego wuj, Marco Casiraghi.
W maju 2013 zadebiutował jako model w sesji fotograficznej dla włoskiego domu mody Berluti.
W sierpniu 2019 przepłynął Ocean Atlantycki i dopłynął do Nowego Jorku w towarzystwie aktywistki Grety Thunberg na pokładzie łodzi Malizia II. Wyprawa miała za zadanie promować ochronę środowiska poprzez unikanie lotów samochodem, a celem był Nowy Jork z powodu odbywającego się tam szczytu klimatycznego.

## Osoba związana z rodziną książęcą
Pierre jako osoba związana z rodziną książęcą regularnie bierze udział w ważnych dla Monako wydarzeniach, do których należą obchody Narodowego Dnia Monako, doroczny Rose Ball i Red Cross Ball, a także imprezy sportowe, głównie mecze piłkarskie i wyścig o Grand Prix Formuły 1 w Monte Carlo. Ponadto jest gościem licznych bali charytatywnych i pokazów mody.
Księżniczka Karolina zaprezentowała swojego syna po raz pierwszy 7 września 1987, dwa dni po jego narodzinach. W listopadzie 1991 pierwszy raz uczestniczył w oficjalnych obchodach Narodowego Dnia Monako ze swoim dziadkiem, matką i rodzeństwem. Brał udział w festiwalu cyrkowym w Monte Carlo.
W 2006 zagrał po raz pierwszy w charytatywnym meczu World Stars Football Match, zorganizowanym przez księcia Alberta na stadionie imienia księcia Ludwika II.
Od 30 stycznia do 13 lutego 2007 Pierre towarzyszył matce w humanitarnej wyprawie do Afryki w ramach działalności fundacji AMADE. Odwiedzili wówczas Niger, Burundi, Demokratyczną Republikę Konga i Republikę Południowej Afryki.
21 września 2013 reprezentował dwór monakijski w uroczystościach kościelnych zaślubin księcia Feliksa z Luksemburga z Claire Lademacher. W Prowansji, gdzie miało miejsce wesele, towarzyszyła mu dziewczyna, Beatrice Borromeo.
6 października 2016 wraz z Robertem Calcagno, monakijskim politykiem i prezydentem Instytutu Oceanografii, pływali w Monako specjalną łodzią podwodną.
Zajmuje siódme miejsce w linii sukcesji monakijskiego tronu, za bratanicą Indią Casiraghi, a przed synem Stefanem Casiraghi. Zgodnie z obowiązującymi przepisami, zostanie skreślony z tej listy, jeżeli na tron wstąpi potomek księcia Alberta II.

### Patronaty
- Jest wiceprezydentem Monaco Yacht Club.

## Życie prywatne
W lutym 2012 trafił do szpitala po tym, jak wdał się w bójkę w jednym z nocnych klubów w Nowym Jorku. Świadkowie wydarzenia stwierdzili, że zaatakował właściciela lokalu, który był tam w towarzystwie między innymi polskiej modeli Anji Rubik, a przyczyną była zazdrość o dziewczynę.
Pierre Casiraghi mieszka we Włoszech, dzieląc swój czas pomiędzy Mediolan i Rzym. W latach studenckich kojarzono go z wieloma dziewczynami, między innymi Fernandą Lessą, Caroline Winberg, Olympią Scarry oraz Alice Dellal, której brat był związany z Charlotte, siostrą Pierre’a.
Od maja 2008 związany jest z Beatrice Borromeo, potomkinią włoskiej rodziny hrabiowskiej.
10 grudnia 2014 para potwierdziła, że są zaręczeni. 14 kwietnia 2015 ogłoszono, że ślub odbędzie się w wakacje. 25 lipca Casiraghi i Borromeo zawarli cywilny związek małżeński w ceremonii w Pałacu Książęcym w Monako. W uroczystości uczestniczyło 70 gości. Książę Albert zorganizował obiad w pałacowych ogrodach, na który zaproszono około siedmiuset osób. Panna młoda wystąpiła w czterech kreacjach, w tym głównej z domu mody Valentino.
1 sierpnia na włoskiej wyspie Isola Bella, należącej do Wysp Boromejskich na Lago Maggiore, będących w posiadaniu rodziny panny młodej, miała miejsce religijna ceremonia zaślubin pary. Wśród gości znaleźli się członkowie rodzin Grimaldich, Casiraghich i Borromeo, a także przedstawiciele zagranicznej arystokracji: księżna Claire z Luksemburga, księżniczka Maria Annuncjata z Lichetensteinu, Haakon, następca tronu Norwegii z żoną, księżną Mette-Marit i jej synem Mariusem Borg; zabrakło natomiast księcia Alberta, który uczestniczył w tym czasie w spotkaniu Międzynarodowego Komitetu Olimpijskiego. Panna młoda wystąpiła w sukni Giorgia Armaniego. Świadkami ceremonii byli Andrea Casiraghi, starszy brat pana młodego i Marta Marzotto, babka ze strony matki panny młodej.
3 listopada 2016 hiszpański magazyn Hola podał do wiadomości, że Casiraghi i Borromeo spodziewają się narodzin swojego pierwszego dziecka w styczniu 2017 r.. 9 listopada doniesienia o ciąży włoskiej dziennikarki zostały potwierdzone po opublikowaniu w prasie jej zdjęć z Nowego Jorku, gdzie przebywała wraz z mężem i jego rodziną.
28 lutego 2017 siostra Beatrice, Matylda, poinformowała za pośrednictwem Instagrama o narodzinach chłopca w Księstwie Monako. Dziecko przyszło na świat w Klinice imienia Księżnej Grace i zostało wpisane na ósme miejsce linii sukcesji monakijskiego tronu, za swoim ojcem, a przed ciotką Charlotte. 1 marca matka i teściowa Pierre’a potwierdziły w oficjalnym oświadczeniu wiadomość o narodzinach wnuka, a 2 marca ogłoszono jego imiona - Stefan Herkules Karol Casiraghi.
24 marca 2018 w czasie dorocznego Rose Ball Pierre i Beatrice potwierdzili, że spodziewają się narodzin drugiego dziecka. Ich drugi syn, Franciszek Karol Albert Casiraghi, urodził się w Monte Carlo dnia 21 maja 2018. Chłopiec zajął dziesiąte miejsce w linii sukcesji monakijskiego tronu, za starszym bratem Stefanem.

## Genealogia

### Przodkowie
|  |                                            |  |  |  |  |  |  |  |  |  |  |  |  |  |  |  |
|  | Giancarlo Casiraghi (1925-1998)            |  |  |  |  |  |  |  |  |  |  |  |  |  |  |  |
|  |                                            |  |  |  |  |  |  |  |  |  |  |  |  |  |  |  |
|  |                                            |  |  |  |  |  |  |  |  |  |  |  |  |  |  |  |
|  | Stefan Casiraghi (1960-1990)               |  |  |  |  |  |  |  |  |  |  |  |  |  |  |  |
|  |                                            |  |  |  |  |  |  |  |  |  |  |  |  |  |  |  |
|  |                                            |  |  |  |  |  |  |  |  |  |  |  |  |  |  |  |
|  | Fernanda Casiraghi (1926-2018)             |  |  |  |  |  |  |  |  |  |  |  |  |  |  |  |
|  |                                            |  |  |  |  |  |  |  |  |  |  |  |  |  |  |  |
|  |                                            |  |  |  |  |  |  |  |  |  |  |  |  |  |  |  |
|  | Pierre Casiraghi (1987-)                   |  |  |  |  |  |  |  |  |  |  |  |  |  |  |  |
|  |                                            |  |  |  |  |  |  |  |  |  |  |  |  |  |  |  |
|  |                                            |  |  |  |  |  |  |  |  |  |  |  |  |  |  |  |
|  | Maxence, hrabia Polignac (1857-1936)       |  |  |  |  |  |  |  |  |  |  |  |  |  |  |  |
|  |                                            |  |  |  |  |  |  |  |  |  |  |  |  |  |  |  |
|  |                                            |  |  |  |  |  |  |  |  |  |  |  |  |  |  |  |
|  | Pierre, książę Valentinois (1895-1964)     |  |  |  |  |  |  |  |  |  |  |  |  |  |  |  |
|  |                                            |  |  |  |  |  |  |  |  |  |  |  |  |  |  |  |
|  |                                            |  |  |  |  |  |  |  |  |  |  |  |  |  |  |  |
|  | Susana, hrabina Polignac (1858-1913)       |  |  |  |  |  |  |  |  |  |  |  |  |  |  |  |
|  |                                            |  |  |  |  |  |  |  |  |  |  |  |  |  |  |  |
|  |                                            |  |  |  |  |  |  |  |  |  |  |  |  |  |  |  |
|  | Rainier III, książę Monako (1923-2005)     |  |  |  |  |  |  |  |  |  |  |  |  |  |  |  |
|  |                                            |  |  |  |  |  |  |  |  |  |  |  |  |  |  |  |
|  |                                            |  |  |  |  |  |  |  |  |  |  |  |  |  |  |  |
|  | Ludwik II, książę Monako (1870-1949)       |  |  |  |  |  |  |  |  |  |  |  |  |  |  |  |
|  |                                            |  |  |  |  |  |  |  |  |  |  |  |  |  |  |  |
|  |                                            |  |  |  |  |  |  |  |  |  |  |  |  |  |  |  |
|  | Charlotte, księżna Valentinois (1898-1977) |  |  |  |  |  |  |  |  |  |  |  |  |  |  |  |
|  |                                            |  |  |  |  |  |  |  |  |  |  |  |  |  |  |  |
|  |                                            |  |  |  |  |  |  |  |  |  |  |  |  |  |  |  |
|  | Marie Louvet (1867-1930)                   |  |  |  |  |  |  |  |  |  |  |  |  |  |  |  |
|  |                                            |  |  |  |  |  |  |  |  |  |  |  |  |  |  |  |
|  |                                            |  |  |  |  |  |  |  |  |  |  |  |  |  |  |  |
|  | Karolina, księżna Hanoweru (1957-)         |  |  |  |  |  |  |  |  |  |  |  |  |  |  |  |
|  |                                            |  |  |  |  |  |  |  |  |  |  |  |  |  |  |  |
|  |                                            |  |  |  |  |  |  |  |  |  |  |  |  |  |  |  |
|  | John Kelly (1847-1897)                     |  |  |  |  |  |  |  |  |  |  |  |  |  |  |  |
|  |                                            |  |  |  |  |  |  |  |  |  |  |  |  |  |  |  |
|  |                                            |  |  |  |  |  |  |  |  |  |  |  |  |  |  |  |
|  | John Kelly (1899-1960)                     |  |  |  |  |  |  |  |  |  |  |  |  |  |  |  |
|  |                                            |  |  |  |  |  |  |  |  |  |  |  |  |  |  |  |
|  |                                            |  |  |  |  |  |  |  |  |  |  |  |  |  |  |  |
|  | Mary Kelly (1852-1926)                     |  |  |  |  |  |  |  |  |  |  |  |  |  |  |  |
|  |                                            |  |  |  |  |  |  |  |  |  |  |  |  |  |  |  |
|  |                                            |  |  |  |  |  |  |  |  |  |  |  |  |  |  |  |
|  | Grace, księżna Monako (1929-1982)          |  |  |  |  |  |  |  |  |  |  |  |  |  |  |  |
|  |                                            |  |  |  |  |  |  |  |  |  |  |  |  |  |  |  |
|  |                                            |  |  |  |  |  |  |  |  |  |  |  |  |  |  |  |
|  | Karl Majer (1863-1922)                     |  |  |  |  |  |  |  |  |  |  |  |  |  |  |  |
|  |                                            |  |  |  |  |  |  |  |  |  |  |  |  |  |  |  |
|  |                                            |  |  |  |  |  |  |  |  |  |  |  |  |  |  |  |
|  | Margaret Kelly (1898-1990)                 |  |  |  |  |  |  |  |  |  |  |  |  |  |  |  |
|  |                                            |  |  |  |  |  |  |  |  |  |  |  |  |  |  |  |
|  |                                            |  |  |  |  |  |  |  |  |  |  |  |  |  |  |  |
|  | Margaretha Majer (1870-1949)               |  |  |  |  |  |  |  |  |  |  |  |  |  |  |  |
|  |                                            |  |  |  |  |  |  |  |  |  |  |  |  |  |  |  |
|  |                                            |  |  |  |  |  |  |  |  |  |  |  |  |  |  |  |

### Rodzina książęca
| Pierwsze pokolenie                                                                                              | Drugie pokolenie                                | Trzecie pokolenie                            | Czwarte pokolenie                      | Piąte pokolenie                   |
| --- | ----------------------------------------------- | -------------------------------------------- | -------------------------------------- | --------------------------------- |
| Pierre, książę Valentinois (ur 1895, zm. 1964) Charlotte, księżna Valentinois (ur. 1898, zm. 1977) (potomkowie) | Antoinette, baronowa Massy (ur. 1920, zm. 2011) | Elisabeth de Massy (ur. 1947, zm. 2020)      | Jean Taubert Natta (ur. 1974)          | Melchior Taubert Natta (ur. 2009) |
| Pierre, książę Valentinois (ur 1895, zm. 1964) Charlotte, księżna Valentinois (ur. 1898, zm. 1977) (potomkowie) | Antoinette, baronowa Massy (ur. 1920, zm. 2011) | Elisabeth de Massy (ur. 1947, zm. 2020)      | Melanie-Antoinette de Massy (ur. 1985) |                                   |
| Pierre, książę Valentinois (ur 1895, zm. 1964) Charlotte, księżna Valentinois (ur. 1898, zm. 1977) (potomkowie) | Antoinette, baronowa Massy (ur. 1920, zm. 2011) | Christan de Massy (ur. 1949)                 | Leticia de Massy (ur. 1971)            | Rose de Brouwer (ur. 2008)        |
| Pierre, książę Valentinois (ur 1895, zm. 1964) Charlotte, księżna Valentinois (ur. 1898, zm. 1977) (potomkowie) | Antoinette, baronowa Massy (ur. 1920, zm. 2011) | Christan de Massy (ur. 1949)                 | Leticia de Massy (ur. 1971)            | Sylvestre de Brouwer (ur. 2008)   |
| Pierre, książę Valentinois (ur 1895, zm. 1964) Charlotte, księżna Valentinois (ur. 1898, zm. 1977) (potomkowie) | Antoinette, baronowa Massy (ur. 1920, zm. 2011) | Christan de Massy (ur. 1949)                 | Brice de Massy (ur. 1987)              |                                   |
| Pierre, książę Valentinois (ur 1895, zm. 1964) Charlotte, księżna Valentinois (ur. 1898, zm. 1977) (potomkowie) | Antoinette, baronowa Massy (ur. 1920, zm. 2011) | Christan de Massy (ur. 1949)                 | Antoine de Massy (ur. 1997)            |                                   |
| Pierre, książę Valentinois (ur 1895, zm. 1964) Charlotte, księżna Valentinois (ur. 1898, zm. 1977) (potomkowie) | Antoinette, baronowa Massy (ur. 1920, zm. 2011) | Christine-Alix de Massy (ur. 1951, zm. 1989) | Sebastian Knecht de Massy (ur. 1972)   | Christine Knecht (ur. 2000)       |
| Pierre, książę Valentinois (ur 1895, zm. 1964) Charlotte, księżna Valentinois (ur. 1898, zm. 1977) (potomkowie) | Antoinette, baronowa Massy (ur. 1920, zm. 2011) | Christine-Alix de Massy (ur. 1951, zm. 1989) | Sebastian Knecht de Massy (ur. 1972)   | Alexia Knecht (ur. 2001)          |
| Pierre, książę Valentinois (ur 1895, zm. 1964) Charlotte, księżna Valentinois (ur. 1898, zm. 1977) (potomkowie) | Antoinette, baronowa Massy (ur. 1920, zm. 2011) | Christine-Alix de Massy (ur. 1951, zm. 1989) | Sebastian Knecht de Massy (ur. 1972)   | Vittoria Knecht (ur. 2007)        |
| Pierre, książę Valentinois (ur 1895, zm. 1964) Charlotte, księżna Valentinois (ur. 1898, zm. 1977) (potomkowie) | Antoinette, baronowa Massy (ur. 1920, zm. 2011) | Christine-Alix de Massy (ur. 1951, zm. 1989) | Sebastian Knecht de Massy (ur. 1972)   | Andrea Knecht (ur. 2008)          |
| Pierre, książę Valentinois (ur 1895, zm. 1964) Charlotte, księżna Valentinois (ur. 1898, zm. 1977) (potomkowie) | Rainier III, książę Monako (ur. 1923, zm. 2005) | Caroline, księżna Hanoweru (ur. 1957)        | Andrea Casiraghi (ur. 1984)            | Alexandre Casiraghi (ur. 2013)    |
| Pierre, książę Valentinois (ur 1895, zm. 1964) Charlotte, księżna Valentinois (ur. 1898, zm. 1977) (potomkowie) | Rainier III, książę Monako (ur. 1923, zm. 2005) | Caroline, księżna Hanoweru (ur. 1957)        | Andrea Casiraghi (ur. 1984)            | India Casiraghi (ur. 2015)        |
| Pierre, książę Valentinois (ur 1895, zm. 1964) Charlotte, księżna Valentinois (ur. 1898, zm. 1977) (potomkowie) | Rainier III, książę Monako (ur. 1923, zm. 2005) | Caroline, księżna Hanoweru (ur. 1957)        | Andrea Casiraghi (ur. 1984)            | Maximilian Casiraghi (ur. 2018)   |
| Pierre, książę Valentinois (ur 1895, zm. 1964) Charlotte, księżna Valentinois (ur. 1898, zm. 1977) (potomkowie) | Rainier III, książę Monako (ur. 1923, zm. 2005) | Caroline, księżna Hanoweru (ur. 1957)        | Charlotte Casiraghi (ur. 1986)         | Raphael Elmaleh (ur. 2013)        |
| Pierre, książę Valentinois (ur 1895, zm. 1964) Charlotte, księżna Valentinois (ur. 1898, zm. 1977) (potomkowie) | Rainier III, książę Monako (ur. 1923, zm. 2005) | Caroline, księżna Hanoweru (ur. 1957)        | Charlotte Casiraghi (ur. 1986)         | Balthasar Rassam (ur. 2018)       |
| Pierre, książę Valentinois (ur 1895, zm. 1964) Charlotte, księżna Valentinois (ur. 1898, zm. 1977) (potomkowie) | Rainier III, książę Monako (ur. 1923, zm. 2005) | Caroline, księżna Hanoweru (ur. 1957)        | Pierre Casiraghi (ur. 1987)            | Stefano Casiraghi (ur. 2017)      |
| Pierre, książę Valentinois (ur 1895, zm. 1964) Charlotte, księżna Valentinois (ur. 1898, zm. 1977) (potomkowie) | Rainier III, książę Monako (ur. 1923, zm. 2005) | Caroline, księżna Hanoweru (ur. 1957)        | Pierre Casiraghi (ur. 1987)            | Franceso Casiraghi (ur. 2018)     |
| Pierre, książę Valentinois (ur 1895, zm. 1964) Charlotte, księżna Valentinois (ur. 1898, zm. 1977) (potomkowie) | Rainier III, książę Monako (ur. 1923, zm. 2005) | Caroline, księżna Hanoweru (ur. 1957)        | księżniczka Alexandra (ur. 1999)       |                                   |
| Pierre, książę Valentinois (ur 1895, zm. 1964) Charlotte, księżna Valentinois (ur. 1898, zm. 1977) (potomkowie) | Rainier III, książę Monako (ur. 1923, zm. 2005) | Albert II, książę Monako (ur. 1958)          | Jazmin Grimaldi (ur. 1992)             |                                   |
| Pierre, książę Valentinois (ur 1895, zm. 1964) Charlotte, księżna Valentinois (ur. 1898, zm. 1977) (potomkowie) | Rainier III, książę Monako (ur. 1923, zm. 2005) | Albert II, książę Monako (ur. 1958)          | Alexandre Grimaldi-Coste (ur. 2003)    |                                   |
| Pierre, książę Valentinois (ur 1895, zm. 1964) Charlotte, księżna Valentinois (ur. 1898, zm. 1977) (potomkowie) | Rainier III, książę Monako (ur. 1923, zm. 2005) | Albert II, książę Monako (ur. 1958)          | Gabriela, hrabina Carladès (ur. 2014)  |                                   |
| Pierre, książę Valentinois (ur 1895, zm. 1964) Charlotte, księżna Valentinois (ur. 1898, zm. 1977) (potomkowie) | Rainier III, książę Monako (ur. 1923, zm. 2005) | Albert II, książę Monako (ur. 1958)          | Jakub, markiz Baux (ur. 2014)          |                                   |
| Pierre, książę Valentinois (ur 1895, zm. 1964) Charlotte, księżna Valentinois (ur. 1898, zm. 1977) (potomkowie) | Rainier III, książę Monako (ur. 1923, zm. 2005) | księżniczka Stephanie (ur. 1965)             | Louis Ducruet (ur. 1992)               | Victoire Ducruet (ur. 2023)       |
| Pierre, książę Valentinois (ur 1895, zm. 1964) Charlotte, księżna Valentinois (ur. 1898, zm. 1977) (potomkowie) | Rainier III, książę Monako (ur. 1923, zm. 2005) | księżniczka Stephanie (ur. 1965)             | Pauline Ducruet (ur. 1994)             |                                   |
| Pierre, książę Valentinois (ur 1895, zm. 1964) Charlotte, księżna Valentinois (ur. 1898, zm. 1977) (potomkowie) | Rainier III, książę Monako (ur. 1923, zm. 2005) | księżniczka Stephanie (ur. 1965)             | Camille Gottlieb (ur. 1998)            |                                   |